# جانيت دوبوا
جانيت دوبوا (بالإنجليزية: Ja'net DuBois)‏ هي مغنية وممثلة أمريكية، ولدت في 5 أغسطس 1945 ببروكلين في الولايات المتحدة.

## أعمال

### أفلام
- (2003) خنق كامل[8]

## وصلات خارجية
- جانيت دوبوا على موقع IMDb (الإنجليزية)
- جانيت دوبوا على موقع روتن توميتوز (الإنجليزية)
- جانيت دوبوا على موقع ألو سيني (الفرنسية)
- جانيت دوبوا على موقع ميوزك برينز (الإنجليزية)
- جانيت دوبوا على موقع أول موفي (الإنجليزية)
- جانيت دوبوا على موقع قاعدة بيانات برودواي على الإنترنت (الإنجليزية)
- جانيت دوبوا على موقع إن إن دي بي (الإنجليزية)
- جانيت دوبوا على موقع أول ميوزيك (الإنجليزية)
- جانيت دوبوا على موقع ديسكوغز (الإنجليزية)
- جانيت دوبوا على موقع قاعدة بيانات الفيلم (الإنجليزية)